# NGC 3099
NGC 3099 este o galaxie LINER situată în constelația Leul Mic. A fost descoperită în 7 decembrie 1785 de către William Herschel.